# Вишнёвка (Бугурусланский район)
Вишнёвка — посёлок в Бугурусланском районе Оренбургской области в составе Советского сельсовета.

## География
Находится на левом берегу реки Мочегай на расстоянии примерно 27 километров по прямой на восток-северо-восток от центра города Бугуруслан.

## Население
Население составляло 260 человек в 2002 году (русские 51 %), 178 по переписи 2010 года.